# Chaetodontoplus septentrionalis
Espèce
Statut de conservation UICN

 LC  : Préoccupation mineure
Chaetodontoplus septentrionalis est une espèce de poissons appartenant à la famille des Pomacanthidae.